# Ficus juglandiformis
Ficus juglandiformis är en mullbärsväxtart som beskrevs av George King. Ficus juglandiformis ingår i släktet fikonsläktet, och familjen mullbärsväxter. Inga underarter finns listade i Catalogue of Life.